# Sling (album)
Sling är det andra studioalbumet av den amerikanska sångerskan och låtskrivaren Clairo. Det gavs ut den 16 juli 2021 via Fader och Republic och är uppföljaren till hennes debutalbum, Immunity. Sling tillkännagavs den 11 juni 2021 tillsammans med släppet av dess enda singel, "Blouse".
Sling blev kritikerrosad och noterades för sin produktion och även mognaden i Clairos författarskap. Albumet blev en kommersiell framgång och debuterade som nummer 17 på US Billboard 200, vilket gjorde det till hennes första topp 20-album.

## Låtlista
| Nr           | Titel          | Längd |
| ------------ | -------------- | ----- |
| 1.           | Bambi          | 4:37  |
| 2.           | Amoeba         | 3:48  |
| 3.           | Partridge      | 3:13  |
| 4.           | Zinnias        | 2:54  |
| 5.           | Blouse         | 3:15  |
| 6.           | Wade           | 4:46  |
| 7.           | Harbor         | 4:24  |
| 8.           | Just for Today | 3:37  |
| 9.           | Joanie         | 4:45  |
| 10.          | Reaper         | 2:39  |
| 11.          | Little Changes | 2:40  |
| 12.          | Management     | 3:48  |
| Total längd: | Total längd:   | 44:33 |